# Płyta Północnoczeska
Płyta Północnoczeska (czes. Severočeská tabule) jest północną częścią Płyty Czeskiej (czes. Česká tabule).
Od północnego zachodu graniczy z pasmem górskim Rudaw, od północnego wschodu z Sudetami, od południa z Płytą Środkowoczeską (czes. Středočeská tabule), a od południowego wschodu z Płytą Wschodnioczeską (czes. Východočeská tabule)
Zbudowana jest głównie ze skał osadowych wieku górnokredowego: piaskowców, mułowców, iłowców. Lokalnie występują trzeciorzędowe bazalty oraz ich tufy. Najwyższym wzniesieniem jest Ralsko (696 m n.p.m.).
Atrakcją turystyczną są licznie występujące skałki piaskowcowe i ich nagromadzenia, a zwłaszcza "skalne miasta" oraz izolowane pagóry bazaltowe.
Znajduje się w północnej części Czech, w dorzeczu Łaby.

## Podział
- Wyżyna Ralska (czes. Ralská pahorkatina)
  - Wyżyna Dokeska (czes. Dokeská pahorkatina)
  - Wyżyna Zakupska (czes. Zákupská pahorkatina)
- Wyżyna Jiczyńska (czes. Jičínská pahorkatina)
  - Wyżyna Turnowska (czes. Turnovská pahorkatina)
  - Wyżyna Bielohradzka (czes. Bělohradská pahorkatina)

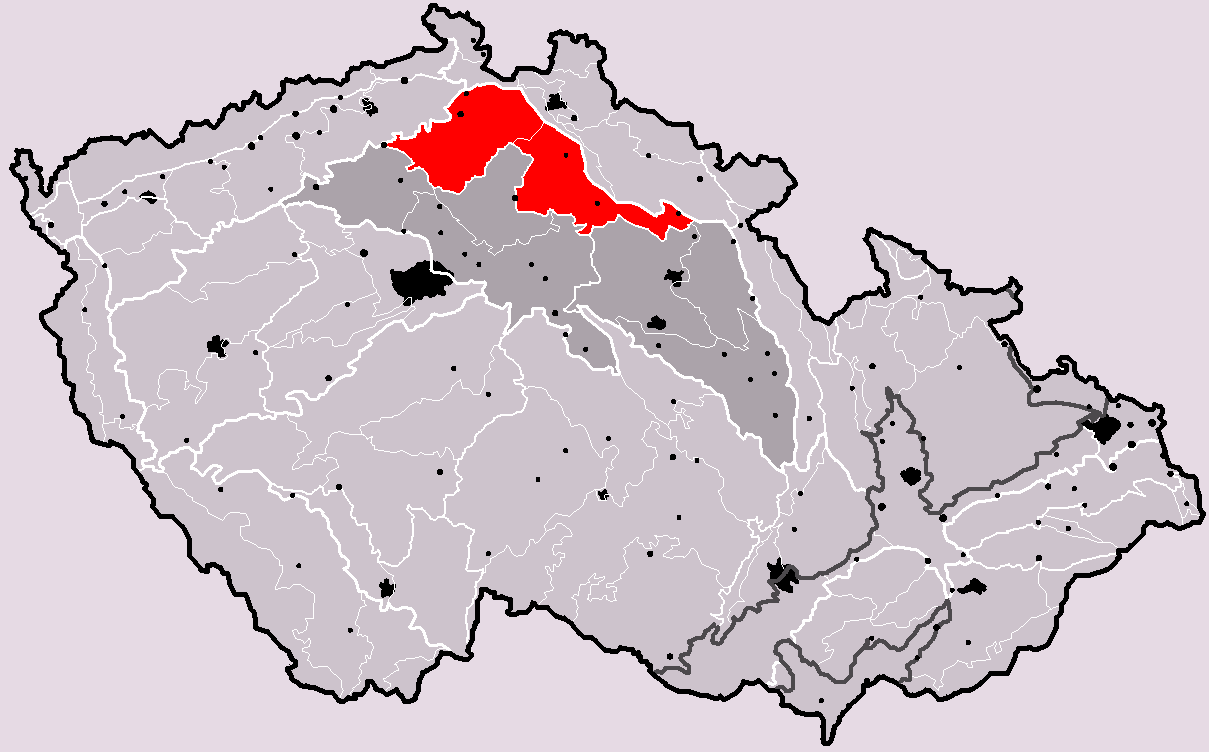
Położenie Płyty Północnoczeskiej